# Etelka Korpič Horvat
Etelka Korpič - Horvat, slovenska pravnica in sodnica, * 5. oktober 1948, Čepinci.
Leta 1971 je diplomirala na Pravni fakulteti v Ljubljani, kjer je tudi magistrirala in leta 1991 doktorirala z doktorsko disertacijo Vpliv zaposlovanja doma in v tujini na deagrarizacijo pomurske regije. Od leta 1994 je na Pravni fakulteti v Mariboru predavala delovno pravo. 28. septembra 2008 je bila v Državnem zboru Republike Slovenije izvoljena za ustavno sodnico in istega dne začela svoj mandat.